# Università "1 Decembrie 1918"
L'Università "1 Decembrie 1918" di Alba Iulia (ufficialmente Universitatea 1 Decembrie 1918 din Alba Iulia, da cui l'acronimo UAB) è un'istituzione di alta formazione e di ricerca, fondata nel 1991. Si tratta di un istituto pubblico, integrato nel sistema nazionale di istruzione superiore, che funziona in base alla Costituzione rumena, la Legge della Pubblica Istruzione, dell'Università e della sua Carta che ne enuncia le regole fondamentali.

## Struttura
L'università è organizzata nelle seguenti cinque facoltà:
- Giurisprudenza e scienze sociali
- Scienze economiche
- Scienze esatte e ingegneria
- Storia e filologia
- Teologia ortodossa

La facoltà di Storia e filologia e le sue emanazioni curano e ospitano diverse collezioni di manufatti provenienti dagli scavi della contea di Alba, in particolare da Lumea Noua, Piatra Tomii e Tartaria. In seno alla stessa facoltà, è stato istituito l'Istituto di archeologia sistematica: dotato di laboratori di ricerca e attrezzature, è l'unica struttura del suo genere in Romania.